# Hunedoara Timișană
Hunedoara Timișană – wieś w Rumunii, w okręgu Arad, w gminie Șagu. W 2011 roku liczyła 184 mieszkańców. 